# Велика депресія в Польщі

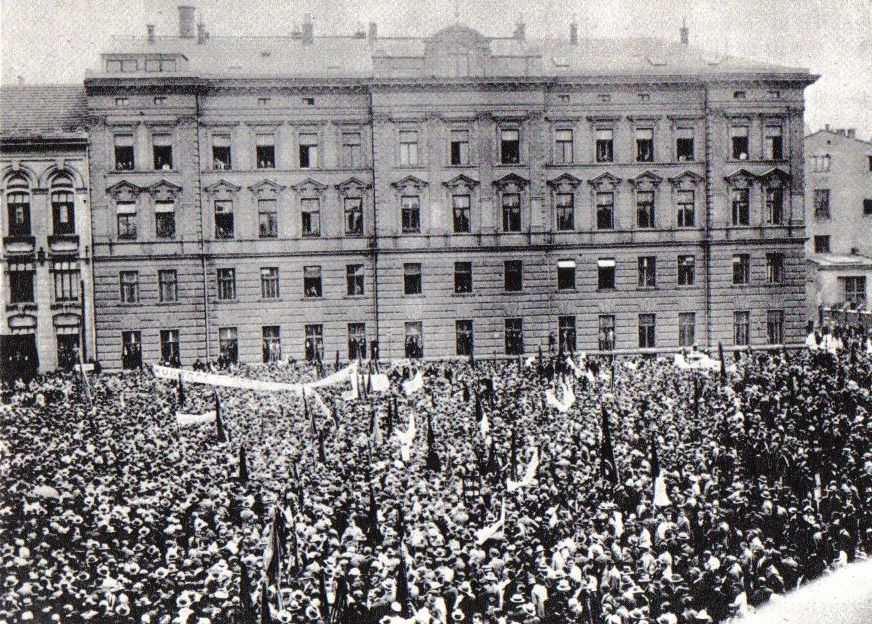
Демонстрація Центролева у Кракові, 1930 рік

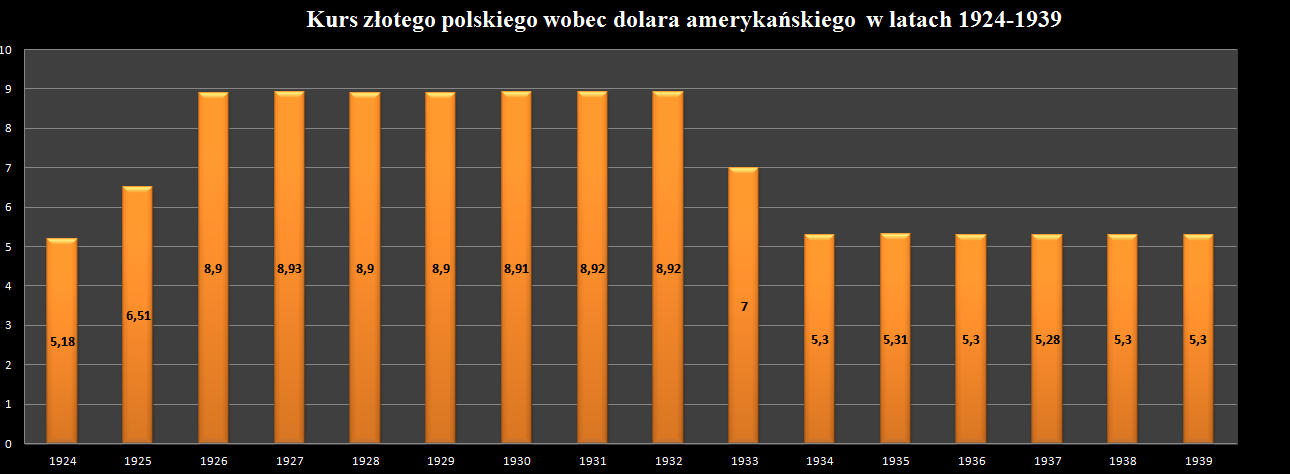
Обмінний курс злотого до долара в 1924—1939 рр. Зміцнення злотого стало результатом відмови США від золотого стандарту та девальвації долара в 1933 році.

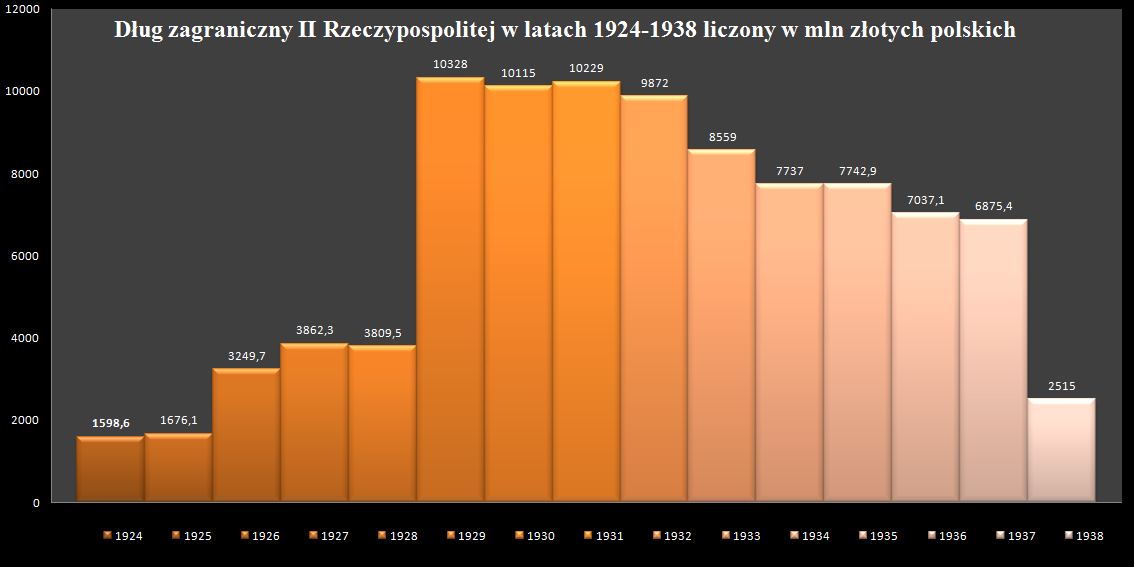
Зовнішній борг Польщі в 1924—1938 рр

Детонатором світової економічної кризи став обвал Нью-Йоркської фондової біржі. Четвер, 24 жовтня 1929 року, увійшов в історію капіталізму як «чорний четвер» — день, коли на ринку з'явилися десятки мільйонів акцій та облігацій, які не знайшли покупців. Протягом наступних кількох днів стався гігантський обвал, який викликав паніку на інших фондових біржах і став початком періоду Великої депресії. Багатосторонні економічні зв'язки, що з'єднували всі капіталістичні країни, означали, що криза поступово поширилася по всій Європі. Криза в Польщі була набагато глибшою і тривалою через обмінність злотого на золото (золотий паритет), тоді як багато країн відійшли від цього і девальвували свої валюти, що зробило польські товари дорожчими за кордоном. Підраховано, що в 1929—1935 роках польський внутрішній продукт скоротився на 52 %. У 1936 році промислове виробництво в країнах після девальвації досягло 127 % від рівня 1929 року, в країнах золотого блоку воно становило в середньому 86 %, у тому числі в Польщі 72 %. Кінець рецесії в Польщі можна вважати не раніше 1935 року, хоча промислова криза почала вибухати в 1933 році.

## Криза в сільському господарстві
У польському сільському господарстві криза призвела насамперед до падіння цін на товари, які виробляються та продаються на селі. У 1935 році вони впали в середньому на 65 % порівняно з 1928 роком: щоб отримати стільки грошей, скільки в 1928 році, селянин повинен був продати в 1935 році втричі більше своєї сільськогосподарської продукції. Попри падіння рентабельності сільськогосподарського виробництва, селянин не міг не продавати свою продукцію, адже треба було сплачувати податки, розраховуватися з боргами та купувати необхідні промислові вироби. Важку ситуацію представляє борг села, який у 1932 році оцінювався в 4,3 млрд злотих. Повернути цю суму було абсолютно неможливо, оскільки вартість усього продажу сільськогосподарської продукції в 1933 році становила лише близько 1,5 мільярда злотих.
Щоб впоратися зі зростаючими витратами та бажаючи заощадити свої доходи, фермери намагалися збільшити виробництво (використовуючи власну працю) та обмежити власне та сімейне споживання (явище так званого голодного постачання), виділяючи більше товарів на продаж. Виробництво зерна та картоплі під час кризи було вищим, ніж у 1926—1928 роках. Кращих результатів досягнуто шляхом збільшення площі ріллі на 1200 тис. га. га — отже, зростання продукції рослинництва зумовлювалося факторами екстенсивного розвитку. Зменшення рентабельності виробництва зерна призвело до збільшення інтересу до тваринництва — у 1929—1935 рр. на 700 тис. голів. поголів'я корів зросло і на 1900 тис свиней.
Як бачимо, криза не вплинула на обсяги сільськогосподарського виробництва. У результаті виникла висока пропозиція сільськогосподарської продукції, надмірна порівняно зі скороченням споживання в містах (зниження заробітної плати робітників, зростання безробіття), що призвело до подальшого зниження цін на сільськогосподарську продукцію. Ціни на сільськогосподарські товари впали набагато більше, ніж ціни на промислові товари. Так зване розкриття цінових ножиць. Прогресуюче зубожіння сільського господарства безпосередньо позначилося на матеріальному становищі та рівні життя селян, особливо дрібних і середніх. Наслідки кризи найбільше відчули на собі найбідніші райони на сході та півдні Польщі, де сільське господарство було найбільш роздробленим — селяни перестали купувати вугілля (використовували як енергоносій солому) та одяг (шили вдома з вовни одяг і білизну).

## Криза в промисловості

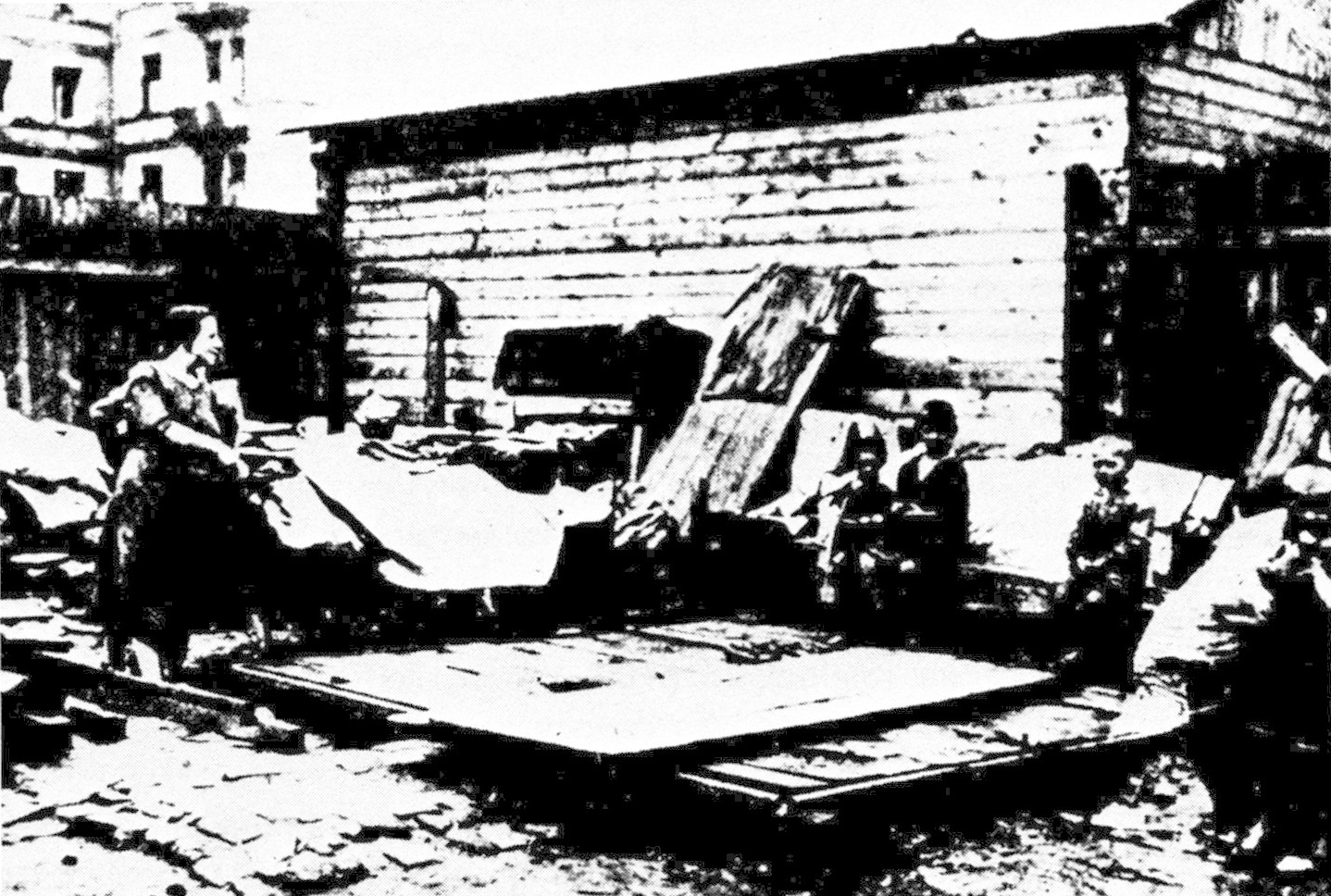
Виселена родина безробітних у Варшаві, 1930 рік

Промислова криза проявилася головним чином у формі зниження виробництва. Найбільший регрес відбувся у гірничодобувній та важкій промисловості, тобто в галузях, які визначають економічний потенціал країни. Видобуток кам'яного вугілля в 1932 р. був на 27 % меншим, ніж у 1928 р., виробництво сталі скоротилося на 61 %, а виробництво залізної руди — на 89 %. Так, у гірничо-металургійній промисловості вона зменшилася за 1929—1933 рр. на 13,1 %, у текстильній — на 14,2 %, у металургійній — на 13,9 %, у цукровій — на 13,5 %.
Криза не торкнулася всіх галузей промисловості однаково. Під час кризи розвивалися електротехнічна та шкіряна промисловість. Це були єдині галузі виробництва, які збільшили зайнятість, хоча абсолютне зростання було незначним. Між 1929 і 1935 роками зросло виробництво електроенергії, природного газу, паперу, бавовняної пряжі та видобуток калійних солей. Серйозний інвестиційний рух відбувся лише в енергетиці (підвищення потужності з 1285 до 1518 тис. кВт).
Падіння виробництва призвело до погіршення фінансового становища підприємств. У цій ситуації капіталісти все частіше укладали угоди про умови виробництва і ціни, які, попри зменшення обсягу виробництва, забезпечували б максимально високі прибутки. Тому в період кризи відбувся бурхливий розвиток монополізації — кількість картелів зросла зі 133 до 274. Картелі, прагнучи максимізувати ціни, закривали промислові підприємства, де собівартість продукції, за їхніми розрахунками, була занадто високою.
Стійкішими до впливу кризи виявилися менші підприємства, на яких працівники загалом заробляли менше. В результаті зросла кількість малих і середніх підприємств. Це було явище деконцентрації промисловості, що було однією з характеристик Великої депресії в Польщі.
Наслідком закриття робочих місць і обмеження промислового виробництва стало зростання безробіття. У дні кризи відсоток безробітних у Польщі перевищував 43 %. Зростання безробіття дозволило знизити номінальну заробітну плату. Якщо прийняти рівень виплат з 1928 р. 100, то в 1932 р. вони становили — 49, а в 1933 р. — 44. Реальна вартість заробітної плати працівників знижувалася повільніше, ніж її номінальний рівень, оскільки вартість життя знизилася через сильну тенденцію до зниження цін на харчові продукти.

## Політика держави щодо кризи

Пам'ятна дошка учасникам Краківської маніфестації, які загинули в сутичці з поліцією в 1936 році.

Під час кризи польський уряд захищав конвертованість злотого в золото (золотий паритет), захищаючи золоті резерви Банку Польщі за допомогою класичних методів дефляції. Найважливішою рисою дефляційної політики було пристосування всіх елементів економічного життя до принципу підтримки стабільної валюти, тобто фіксованого обмінного курсу щодо країн, конвертованих у золото. На практиці це полягало у гальмуванні зростання грошового обігу через високі процентні ставки, запровадженні кредитних обмежень з боку Польського банку, скороченні коштів для інвестицій та урізанні бюджетних видатків.
До 1932 р. польський уряд проводив політику пристосування до кризи — скорочувалося промислове виробництво, знижувалися ціни та реальні доходи населення. Влада більшості інших країн активніше протидіяла наслідкам кризи. У перші роки кризи польський уряд проявляв певну активність лише в галузі сільського господарства та пов'язаної з ним зовнішньої торгівлі. У листопаді 1929 р. т. зв повернення мита на експорт зерна. Польський уряд також виявив ініціативу в організації т. зв Аграрний блок, до якого, крім Польщі, входили такі країни, як: Болгарія, Чехословаччина, Югославія, Румунія та Угорщина. Однак намагання цих країн отримати пільгові умови експорту зернових до Західної Європи не принесли особливих результатів.
Наприкінці 1932 р. була прийнята комплексна програма боротьби з кризою. Її основні припущення були спрямовані на підвищення рентабельності сільського господарства, зниження цін на промислову продукцію (зокрема картельну), збільшення зайнятості та стимулювання експорту. Тому йшлося про збільшення попиту на внутрішньому та зовнішньому ринках. Під час кризи значно розширився фронт громадських робіт. На першому етапі кризи ними було зайнято понад 20 000 безробітних. У 1935 році в них працювало майже 100 тис. осіб. Активізація робіт мала на меті не лише економічний ефект (нібито підвищення попиту), а й соціальний. Зменшення безробіття мало послабити тенденцію до страйків. Після смерті Юзефа Пілсудського в 1935 році конвертація злотого в золото була обмежена в 1936 році, що дозволило проводити дуже активну монетарну та бюджетну політику. Почав між іншого будівництво Центрального промислового району. У 1936—1938 роках промислове виробництво зростало більш ніж на 10 % на рік.
У кризові роки в Польщі розвинувся етатизм. Багато підприємств стали державними через те, що вони не змогли погасити позики, отримані від державних банків, особливо після несподіваного припинення державних закупівель.

## Виноски
1. ↑  , Kamil Janicki, Rafał Kuzak, Dariusz Kaliński, Aleksandra Zaprutko-Janicka, "Przedwojenna Polska w liczbach"
2. 1 2  II RP była gospodarczą porażką. Mity na jej temat są bardzo szkodliwe. Forsal.pl – Biznes, Gospodarka, Świat. listopad 2018.